# 稲田和子
稲田 和子（いなだ かずこ、1932年-　）は、民話研究者、山陽学園短期大学名誉教授。
岡山県生まれ。岡山大学法文学部卒業。山陽学園短期大学助教授、教授、2003年定年退任、名誉教授。1955年ころより昔話の採集・研究を始める。夫は稲田浩二、娘は絵本作家の稲田奈穂。

## 著書

### 大人向け
- 『日本昔話百選』稲田浩二共編著 三省堂 1971　のち講談社＋α文庫
- 『鳥取県関金町の昔話』編集責任者 山陽学園短期大学昔話同好会 1972
- 『笑いころげた昔 日本民話』講談社 1974
- 『岡山の笑い話』稲田浩二共著 日本文教出版 岡山文庫 1976
- 『日本の民話 鳥取の民話』編 未來社 1976.
- 『大山をめぐる昔 日本民話』講談社 1977
- 『日本の昔話 18 備後の昔話』高田雅之,新宅全美共編 日本放送出版協会 1977
- 『日本の民話 9 山陽 岡山・広島・山口』立石憲利共編 ぎょうせい 1979
- 『日本わらべ歌全集 18 下　岡山のわらべ歌』奥山勝太郎共著 柳原書店 1985
- 『子どもに語る日本の昔話』全3巻 筒井悦子共著 こぐま社 1995‐96
- 『日本昔話ハンドブック』稲田浩二共編 三省堂 2001
- 『方言で語る日本昔話30選』稲田奈穂絵 みやび出版 2013

### 絵本など
- 『うらしまたろう』再話 中谷千代子絵 暁教育図書 よいこの名作館 1977
- 『かさこじぞう』梅田俊作絵 小学館 世界のメルヘン絵本　1978
- 『くわずにょうぼう』再話 赤羽末吉画 福音館書店 こどものとも傑作集　1980
- 『カニのマーヤ あまみおおしまのサルカニがっせん』稲田奈穂絵　アルコプランニング 月刊子ども達に贈る絵本 1996
- 『ウバユリ』再話　稲田奈穂絵 温羅書房 贈る絵本シリーズ 1997
- 『天人女房』再話　稲田奈穂絵 アルコプランニング 贈る絵本 1997
- 『かもとりごんべえ ゆかいな昔話50選』編 岩波少年文庫 2000
- 『あおい玉あかい玉しろい玉 日本のむかし話』再話 太田大八絵 童話館出版 2006
- 『炭焼長者 日本のむかし話』再話 太田大八絵 童話館出版 2008
- 『しょうとのおにたいじ』再話 川端健生画 福音館書店 こどものとも絵本 日本の昔話　2010

## 参考
- [ISBN　978-4-434-18395-9]